# 日本情報処理検定協会

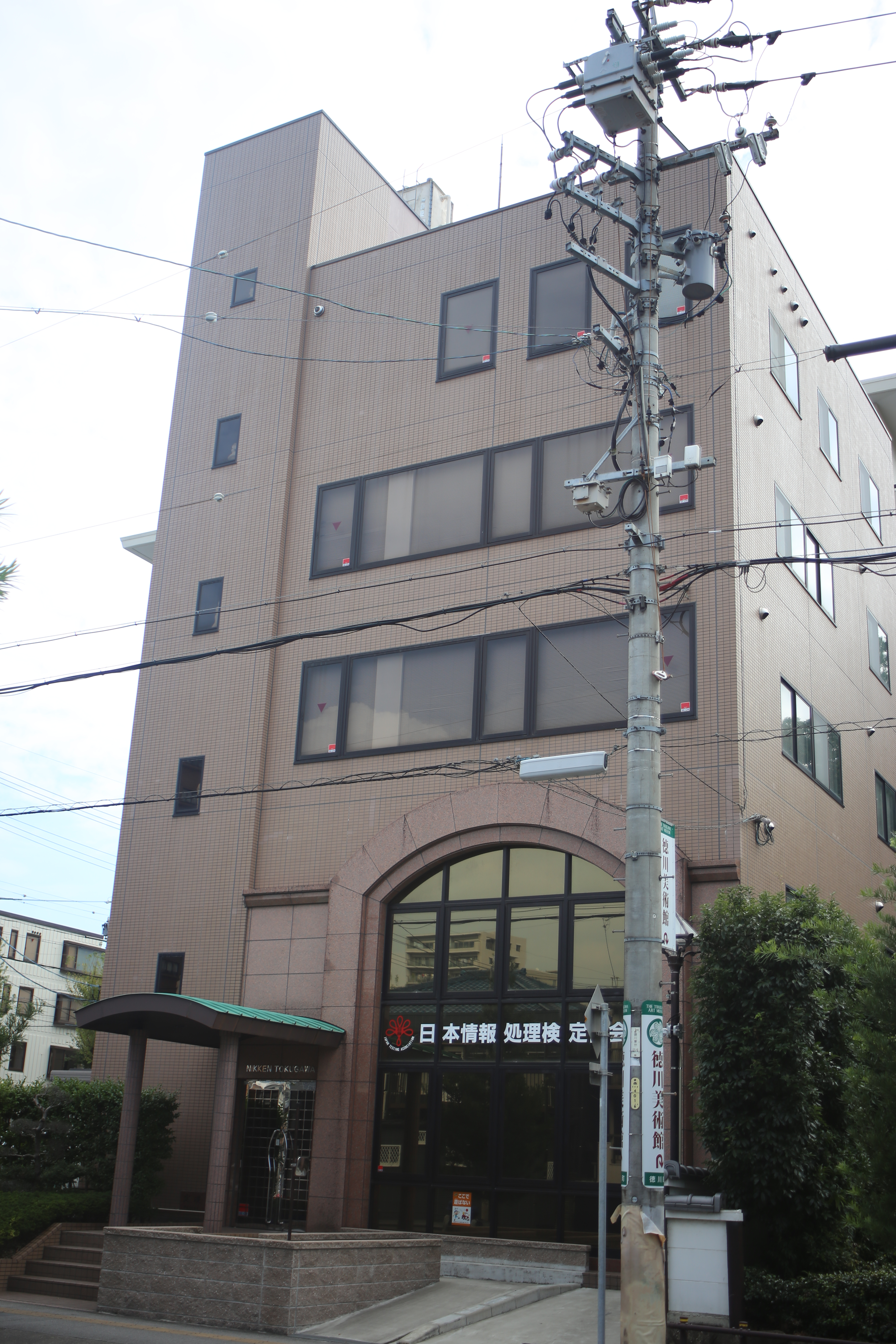
統括本部（2021年9月）

日本情報処理検定協会（にほんじょうほうしょりけんていきょうかい）とは、各種の検定および認定試験を行うことにより、文書処理能力の向上および情報社会の発展に寄与し、併せて教職員、学生、生徒の資質の向上を目的とした協会。任意団体。略称は日検。1985年（昭和60年）6月1日設立。

## 所在地
- 統括本部
〒461-0023 名古屋市東区徳川町1002番地
- 東日本本部
〒410-0012 沼津市岡一色486-14
- 西日本本部
〒733-0812 広島市西区己斐本町1-2-15
- 大阪本部
〒410-0012 大阪市淀川区西中島4-7-30-804

## 歴史
- 1985年（昭和60年） 6月 - 日本語ワードプロセッサ検定委員会を設立。
- 1985年（昭和60年）10月 - 第1回日本語ワードプロセッサ検定試験の実施。
- 1986年（昭和61年）12月 - 第1回英文ワードプロセッサ検定試験の実施。第1回情報処理技能検定試験の実施。
- 1987年（昭和62年） 9月 - 日本ワープロ検定協会に名称変更。
- 1992年（平成 4年）12月 - 情報処理技能検定試験に「表計算」科目を設ける。
- 1993年（平成 5年） 4月 - 日本情報処理技能検定協会を併設。
- 1998年（平成10年）12月 - 情報処理技能検定試験に「データベース」科目を設ける。
- 2000年（平成12年） 4月 - 日本語ワープロ検定試験に名称変更（旧：日本語ワードプロセッサ）。英文ワープロ検定試験に名称変更（旧：英文ワードプロセッサ）。
- 2002年（平成14年） 4月 - 日本情報処理検定協会に名称を統合変更（略称「日検」）。
- 2002年（平成14年） 7月 - 第1回文書デザイン検定試験の実施 第1回ホームページ作成検定試験の実施。
- 2004年（平成16年） 7月 - 第1回パソコンスピード認定試験（日本語）・（英文）の実施。
- 2007年（平成19年）10月 - 第1回プレゼンテーション作成検定試験の実施。

## 事業活動
- 日本語ワープロ検定試験の実施
- 情報処理技能検定試験の実施
- 文書デザイン検定の実施
- ホームページ作成検定の実施
- プレゼンテーション作成検定の実施
- パソコンスピード認定試験（日本語）・（英語）の実施
- 各競技会・講習会ならびに指導者研修プログラムの実施
- 情報処理に関する研究ならびに研修会
- その他本協会の目的を達成するための必要な業務

## 検定試験・認定試験
日検は、文部科学省後援の試験として次のものを実施している。

### 日本語ワープロ検定試験
詳細は日本語ワープロ検定を参照
- 級：1級・準1級・2級・準2級・3級・4級
- 試験時間：合計30分  (速度問題10分・文書作成20分)
- 合格点数：80点以上
- 初段の試験時間は合計40分（速度問題10分・文書作成Ⅰ20分・文書作成Ⅱ20分）で合格基準は速度問題800文字以上・文書作成I 80点以上・文書作成II 80点以上）

### 情報処理技能検定試験

#### 表計算
- 級：初段・1級・準1級・2級・準2級・3級・4級
- 試験時間：4級以外は30分、4級は20分
- 合格点数：80点以上

#### データベース
- 級：1級・2級・3級・4級
- 試験時間：4級以外は30分、4級は20分
- 合格点数：80点以上

### 文書デザイン検定試験
- 級：1級・2級・3級・4級
- 試験時間：4級以外は30分、4級は20分
- 合格点数：80点以上

### ホームページ作成検定試験
- 級：1級・2級・3級・4級
- 試験時間：4級以外は30分、4級は20分
- 合格点数：80点以上

### プレゼンテーション作成検定試験
- 級：1級・2級・3級・4級
- 試験時間：4級以外は30分、4級は20分
- 合格点数：80点以上

### パソコンスピード認定試験

#### 日本語
- 級：初段・1級・2級・3級・4級・5級
- 試験時間：10分間
- 合格基準
  - 初段 1,500文字以上
  - 1級 1,000文字以上
  - 2級 700文字以上
  - 3級 500文字以上
  - 4級 300文字以上
  - 5級 100文字以上

#### 英文
- 級：初段・1級・2級・3級・4級・5級
- 試験時間：10分間
- 認定基準：
  - 初段 3,000ストロークス以上
  - 1級 2,000ストロークス以上
  - 2級 1,400ストロークス以上
  - 3級 1,000ストロークス以上
  - 4級 600ストロークス以上
  - 5級 200ストロークス以上

### 表彰
以上の検定・認定試験で、目標を達成した者に対し表彰が行われる。
- 会長特別賞： 全8種目1級以上合格・認定
- 会長賞： 5種目1級以上合格・認定
- 検定委員長賞： 3種目1級以上合格・認定

## 全国パソコン技能競技大会
日検は毎年8月中旬に高校生を対象にした競技大会、全国パソコン技能競技大会を愛知県名古屋市において実施している。

## 文書デザインコンテスト
日検は毎年7月～10月に文書デザインコンテストの募集を行っている。参加資格は自由であるが、高校生の応募が多い。結果発表は11月下旬に行われ、入賞すると日検から直接連絡があり、PDFファイルを提出する。